# Cyanidiales

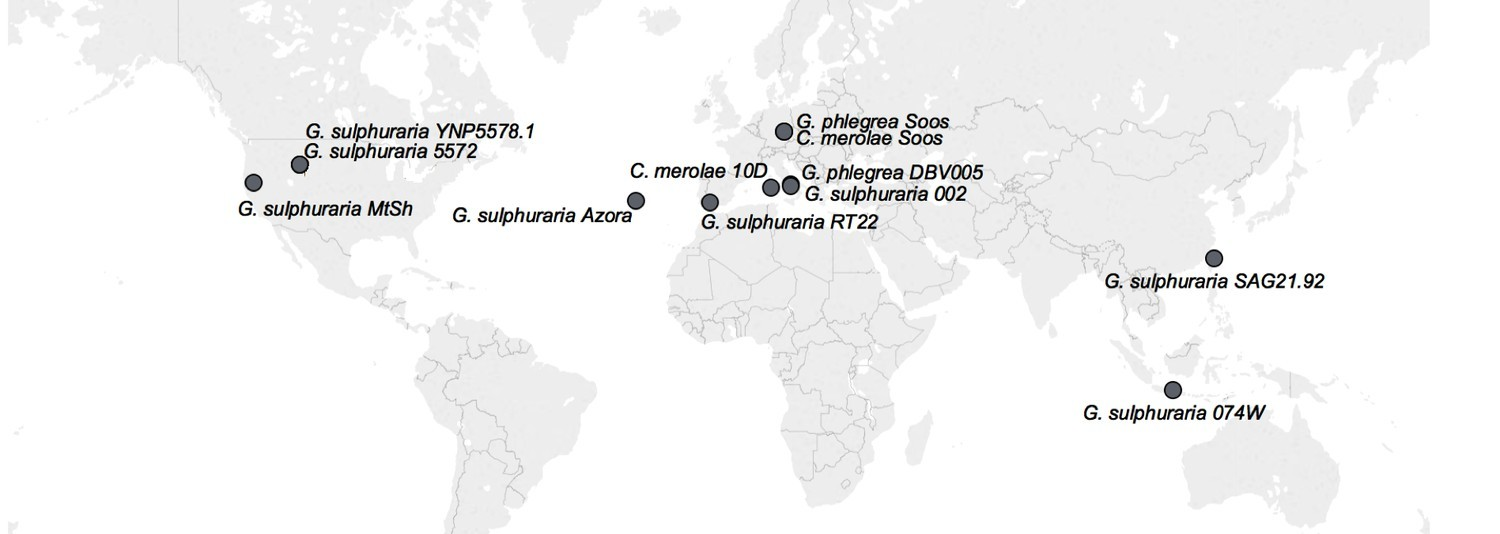
Verbreitung einiger Stämme der Klasse Cyanidiophyceae.
G. sulphuraria 074W ist aktuell G. javensis 074W.

Die Cyanidiales sind eine Ordnung einzelliger Rotalgen in der Klasse Cyanidiophyceae. Sie leben in vulkanischen Gebieten in sehr sauren und mäßig heißen Quellen (pH 0,2 bis 4, Temperatur bis 56 °C). Mit Stand Juli 2018 waren sieben Arten bekannt.
Nach molekulargenetischen Daten sind die Cyanidiales vermutlich die ursprünglichsten eukaryotischen Algen, die sich vor knapp 1,4 Milliarden Jahren von den übrigen Rotalgen getrennt haben. Zu dieser Zeit gab es neben Rotalgen nur Cyanobakterien als Photosynthese treibende Lebewesen. Diese können bei pH < 5 nicht gedeihen. Auch heute sind die Cyanidiales in ihrem Lebensraum die einzigen phototrophen Mikroorganismen.
Jede Zelle enthält nur einen Zellkern, einen Chloroplasten und ein Mitochondrium.

## Phylogenie und Genom

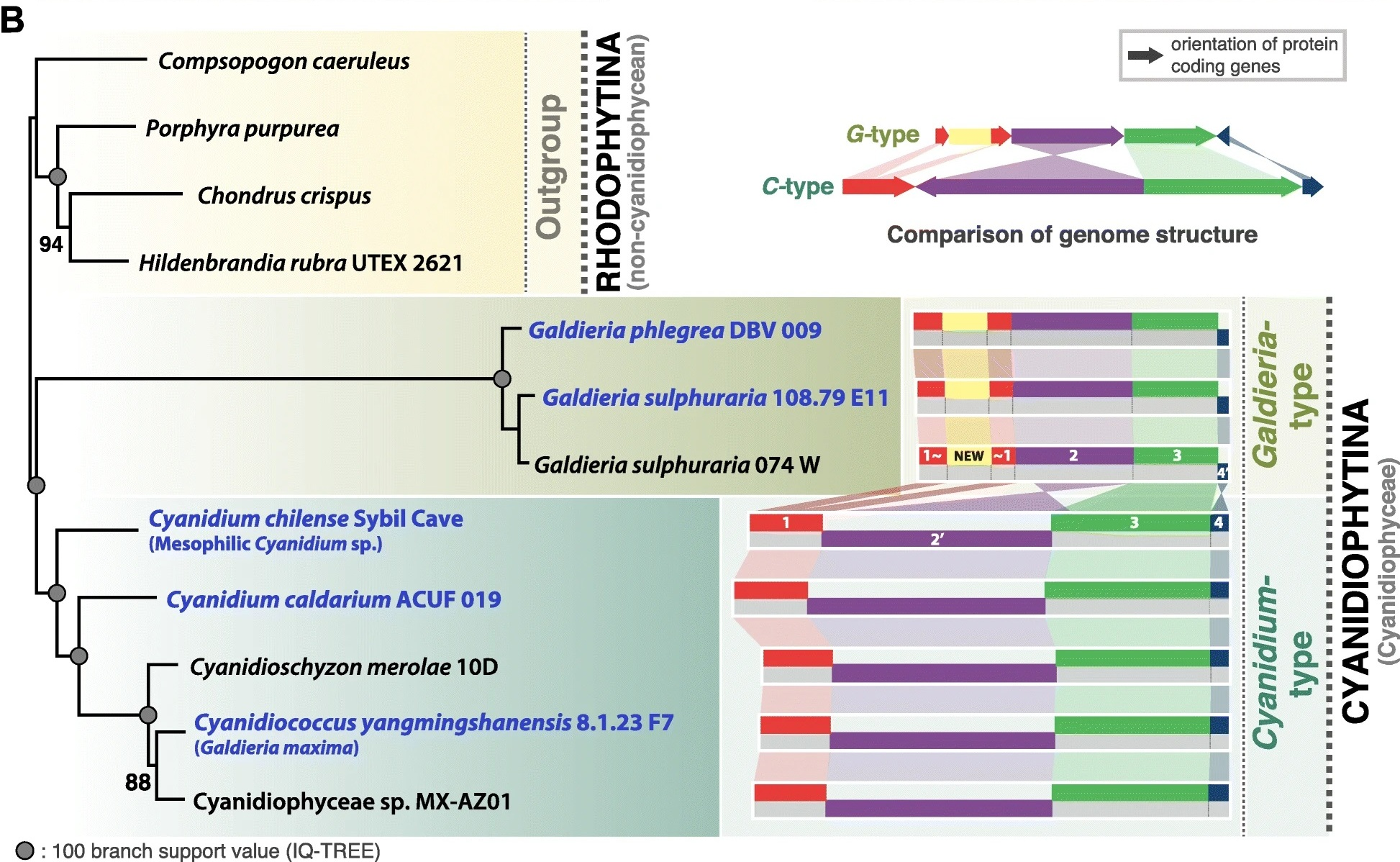
Phylogenie und Genome der Cyanidiophyceae. mit den übrigen Rotalgen (Rhodophytina) als Außengruppe.

## Systematik

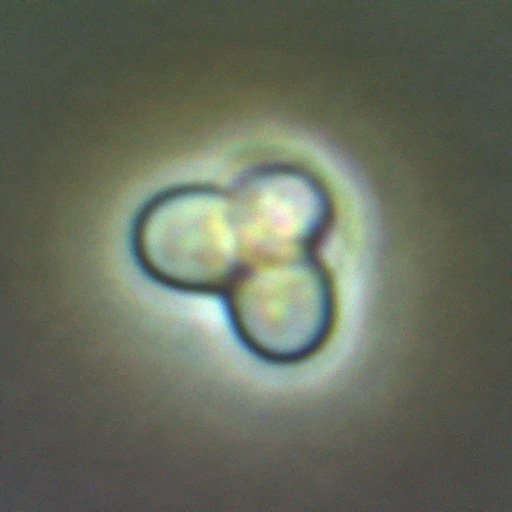
Cyanidioschyzon merolae 10D

Die Ordnung Cyanidiales wurde 1962 von Tyge Ahrengot Christensen aufgestellt und in zwei Familien eingeteilt:
- Familie Cyanidiaceae, mit den Gattungen
  - Cyanidioschyzon, mit der einzigen Art Cyanidioschyzon merolae[2]
  - Cyanidium, mit zwei Arten (C. chilense und C. caldarium)
  - Cyanidiococcus, mit der einzigen Art Cyanidiococcus yangmingshanensis[3]
- Familie Galdieriaceae, mit einer Gattung:
  - Galdieria, mit ca. vier Arten, darunter G. sulphuraria und G. partita

Im Februar 2023 wurde die Familie Galdieriaceae von Park et al. in eine eigene Ordnung Galdieriales innerhalb der Klasse Cyanidiophyceae ausgegliedert.